# Salomona tetra
Salomona tetra är en insektsart som beskrevs av Walker, F. 1869. Salomona tetra ingår i släktet Salomona och familjen vårtbitare. Inga underarter finns listade i Catalogue of Life.